# Площа Фабрична (Львів)
Площа Фабрична — площа у Залізничному районі міста Львова, місцевість Богданівка. Фактичних ознак площі, зокрема, відкритого простору, обрамленого будівлями та/або зеленими насадженнями, не має, проте має вигляд вузької вулички, що пролягає від вулиці Городоцької, утворюючи півколо та завершуючись також вулицею Городоцькою.

## Історія
Виникла у 1920-х роках в межах підміського села Богданівка та у 1928 році отримала назву пляц Фабричний, під час німецької окупації — Фабрікпляц. Розпорядженням № 250 Львівської міської ради від 23 квітня 2004 року назву уточнили як вулицю Фабричну, а не площу, під такою назвою площа фігурує у деяких джерелах. У 2011 році міськрада розпорядженням № 283 від 24 червня 2011 року узгодила назву Фабрична площа. У 2016 році міськрада внесла зміни у розпорядження № 283, визнавши площу Фабричну вулицею.
Площа має вигляд вузької вулички, забудованої одно- та двоповерховими будинками 1920-х—1930-х років у стилі конструктивізм та одноповерховими садибами пізнішого часу.
На розі вул. Городоцької та нині не існуючої площі Фабричної 1901 року за проєктом архітектора Яна Ерделі у стилі неокласицизму збудована синагога «Огель єшарім». Знищена під час німецької окупації Львова у серпні 1941 року (за іншими даними будівля синагоги проіснувала до 1960-х років). Під № 21 розташована церква «Преображення» ЄХБ № 1 (Євангельські християни-баптисти).